# لويس رينو
لويس رينو (Louis Renault) هو بروفسور قانون دولي فرنسي ولد في 21 مايو 1843 وتوفي في 8 فيفري 1918. حصل على بكالوريوس من جامعة ديجون في الأدب ودرّس فيها الأدب ومن ثم القانون التجاري بين 1868 و 1873. في سنة 1874 عمل في كلية الدراسات السياسية بباريس وبروفسور قانون دولي من سنة 1881. عن سنة 1890 مستشارا لوزارة الخارجية ومثل فرنسا في عدة مؤتمرات دولية. دخل سنة 1901 إلى أكاديمية العلوم العِبَرية والسياسية. حاز سنة 1907 على جائزة نوبل للسلام.

## روابط خارجية
- لويس رينو على موقع الموسوعة البريطانية (الإنجليزية)
- لويس رينو على موقع إن إن دي بي (الإنجليزية)